# هاتچینسون
هاتچینسون (انگلیسی: Hutchinson)  شرکت هوافضای فرانسوی است، که در سال ۱۸۵۳ تأسیس شد.